# Hurius
Hurius  (лат.) — род аранеоморфных пауков из подсемейства Amycinae в семействе пауков-скакунов (Salticidae). Все три вида этого рода распространены в Южной Америки.

## Виды
- Hurius aeneus (Mello-Leitão, 1941) — Аргентина
- Hurius petrohue Galiano, 1985 — Чили
- Hurius pisac Galiano, 1985 — Перу
- Hurius vulpinus Simon, 1901 — Эквадор typus